# アウクスブルク仮信条協定
アウクスブルク仮信条協定（Augsburger Interim）とは、1548年にアウクスブルクの帝国議会で成立した信仰問題に関する協定。

## 解説

### 背景
16世紀前半よりドイツで宗教改革の動きが高まると、カトリックを奉じる神聖ローマ皇帝とプロテスタントを受け入れた諸侯の対立が深まった。
皇帝カール5世は、プロテスタント諸侯の同盟（シュマルカルデン同盟）をシュマルカルデン戦争で撃破したが、皇帝の専制的支配を懸念する帝国等族の反発が強まったことや、教皇パウルス3世とトリエント公会議の進行を巡って対立していたことから、プロテスタント勢力との妥協を余儀なくされた。
そのため、1548年5月にアウクスブルクの帝国議会で仮信条協定が成立した。

### 内容
内容はカトリック側に有利なもので、聖職者の妻帯と「俗人の杯」（二種聖餐）を暫定的にプロテスタントに認めたものの、信仰内容や礼拝はカトリック的であることが求められた。

### パッサウ条約
この協定は、1552年に結ばれたパッサウ条約まで存続することになった。